# Rui Tiago Dantas Silva
Rui Tiago Dantas da Silva (Águas Santas, 7 de febrero de 1994) es un futbolista portugués que juega de portero para el Sporting C. P. de la Primeira Liga, cedido por el Real Betis.

## Trayectoria
Con doce años empezó a formarse como futbolista con el F. C. Maia, hasta que en 2012 el C. D. Nacional se hizo con él. Tan solo jugó una temporada en el filial, ya que en la temporada 2013-14 hizo su debut en liga con el primer equipo contra el Gil Vicente F. C. el 11 de mayo de 2014. Esa temporada tan solo jugó un partido de liga y uno de copa, aumentando a 9 de liga y dos de copa en la temporada siguiente. No fue hasta la 2015/16 que no obtuvo la titularidad con el club, momento en el que Eduardo Gottardi, portero titular del Nacional se marchó del club. El 27 de enero de 2017 se hizo oficial su fichaje por el Granada C. F. Durante su primer año y medio en el club fue habitualmente suplente, no siendo hasta la temporada 2018-19 cuando se convirtió en un fijo para el entrenador Diego Martínez. El 6 de diciembre de 2020 disputó su encuentro número 100 con el conjunto nazarí en un empate a tres ante la S. D. Huesca. El 11 de junio de 2021 se hizo oficial su fichaje por el Real Betis Balompié para las siguientes cinco temporadas. En mitad de la cuarta, tras 114 encuentros y habiendo ganado la Copa del Rey 2021-22, fue cedido al Sporting C. P. con obligación de compra.

## Selección nacional
Formó parte de la selección de fútbol sub-19 de Portugal, de la sub-20 y de la sub-21, llegando a disputar un partido del Torneo Esperanzas de Toulon de 2016 el 23 de mayo contra Japón.
El 9 de junio de 2021 debutó con la absoluta en un amistoso ante Israel que los lusos vencieron por 4-0.

## Estadísticas

### Clubes
Actualizado al último partido disputado el 25 de mayo de 2025.
| Club                         | Div.          | Temporada     | Liga  | Liga  | Copas nacionales | Copas nacionales | Copas internacionales | Copas internacionales | Total | Total |
| Club                         | Div.          | Temporada     | Part. | Goles | Part.            | Goles            | Part.                 | Goles                 | Part. | Goles |
| ---------------------------- | ------------- | ------------- | ----- | ----- | ---------------- | ---------------- | --------------------- | --------------------- | ----- | ----- |
| C. D. Nacional Portugal      | 1.ª           | 2013-14       | 1     | 0     | 1                | 0                | —                     | —                     | 2     | 0     |
| C. D. Nacional Portugal      | 1.ª           | 2014-15       | 9     | 0     | 2                | 0                | 0                     | 0                     | 11    | 0     |
| C. D. Nacional Portugal      | 1.ª           | 2015-16       | 22    | 0     | 2                | 0                | —                     | —                     | 24    | 0     |
| C. D. Nacional Portugal      | 1.ª           | 2016-17       | 18    | 0     | 2                | 0                | —                     | —                     | 20    | 0     |
| C. D. Nacional Portugal      | Total club    | Total club    | 50    | 0     | 7                | 0                | 0                     | 0                     | 57    | 0     |
| Granada C. F. · España       | 1.ª           | 2016-17       | 0     | 0     | —                | —                | —                     | —                     | 0     | 0     |
| Granada C. F. · España       | 2.ª           | 2017-18       | 4     | 0     | 1                | 0                | —                     | —                     | 5     | 0     |
| Granada C. F. · España       | 2.ª           | 2018-19       | 40    | 0     | 0                | 0                | —                     | —                     | 40    | 0     |
| Granada C. F. · España       | 1.ª           | 2019-20       | 35    | 0     | 2                | 0                | —                     | —                     | 37    | 0     |
| Granada C. F. · España       | 1.ª           | 2020-21       | 32    | 0     | 0                | 0                | 14                    | 0                     | 46    | 0     |
| Granada C. F. · España       | Total club    | Total club    | 111   | 0     | 3                | 0                | 14                    | 0                     | 128   | 0     |
| Real Betis Balompié · España | 1.ª           | 2021-22       | 22    | 0     | 3                | 0                | 7                     | 0                     | 32    | 0     |
| Real Betis Balompié · España | 1.ª           | 2022-23       | 26    | 0     | 0                | 0                | 2                     | 0                     | 28    | 0     |
| Real Betis Balompié · España | 1.ª           | 2023-24       | 28    | 0     | 3                | 0                | 6                     | 0                     | 37    | 0     |
| Real Betis Balompié · España | 1.ª           | 2024-25       | 15    | 0     | 0                | 0                | 2                     | 0                     | 17    | 0     |
| Real Betis Balompié · España | Total club    | Total club    | 91    | 0     | 6                | 0                | 17                    | 0                     | 114   | 0     |
| Sporting C. P. Portugal      | 1.ª           | 2024-25       | 17    | 0     | 4                | 0                | 2                     | 0                     | 23    | 0     |
| Sporting C. P. Portugal      | Total club    | Total club    | 17    | 0     | 4                | 0                | 2                     | 0                     | 23    | 0     |
| Total carrera                | Total carrera | Total carrera | 269   | 0     | 20               | 0                | 33                    | 0                     | 322   | 0     |
| 1. 2.                        |               |               |       |       |                  |                  |                       |                       |       |       |

## Palmarés

### Títulos nacionales
| Título           | Club                | País     | Año  |
| ---------------- | ------------------- | -------- | ---- |
| Copa del Rey     | Real Betis Balompié | España   | 2022 |
| Primeira Liga    | Sporting C. P.      | Portugal | 2025 |
| Copa de Portugal | Sporting C. P.      | Portugal | 2025 |

### Títulos internacionales
| Título                      | Club (*)              | Sede     | Año  |
| --------------------------- | --------------------- | -------- | ---- |
| Liga de Naciones de la UEFA | Selección de Portugal | Alemania | 2025 |

(*) Incluyendo la selección.